# Хальд, Симон
Симон Хальд Йенсен (дат. Simon Hald Jensen; род. 28 сентября 1994, Ольборг, Северная Ютландия) — датский гандболист, выступает за гандбольный клуб «Ольборг» и сборную Дании по гандболу. Олимпийский чемпион 2024 года, четырёхкратный чемпион мира (2019, 2021, 2023, 2025 годов), двукратный призёр чемпионатов Европы.

## Карьера

### Клубная
Хальд начал играть в гандбол в датском клубе «Ольборг», где выступал в составе команды с 2013 по 2018 годы. Дважды становился чемпионом Дании в 2013 и 2017 годах.
В 2018 году перешёл в немецкий клуб «Фленсбург-Хандевитт», заключив трёхлетний контракт. В 2019 году выиграл немецкую Бундеслигу.
В 2023 году вернулся в свой клуб «Ольборг». В первом же сезоне в «Ольборге» снова выиграл чемпионат Дании.

### Международная карьера в сборной
В составе первой сборной Дании Хальд дебютировал в 2015 году.
В 2019 году дебютировал на чемпионате мира по гандболу, который проходил в Дании и Германии. Национальная сборная Дании выиграла тот чемпионат мира, а Хальд стал одним из первых чемпионом мира в истории Дании. Также входил в состав датской команды, завоевавшей золотые медали на чемпионате мира по гандболу среди мужчин 2021 года, который состоялся в Египте.
В январе 2023 года принял участие в чемпионате мира, который состоялся в Польше и Швеции. На том турнире Дания в третий раз подряд стала чемпионом, а Хальд стал трёхкратным чемпионом мира.
На чемпионате Европы 2024 года в Германии в составе своей национальной сборной стал серебряным призёром.
В августе 2024 года был включён в состав Дании на Олимпийский турнир по гандболу. Сборная Дании одержала уверенную победу на турнире, а игроки сборной стали Олимпийскими чемпионами. Хальд во втором матче турнира против Египта получил травму и был вынужден завершить турнир.
В январе-феврале 2025 года принимал участие в матчах чемпионата мира, стал четырёхкратным чемпионом в составе своей национальной сборной. 